# Nephila pilipes
Nephila pilipes este o specie de păianjeni țesători aurii din familia Nephilidae.

## Descriere
Dimorfismul sexual este foarte pronunțat. Femela ajunge până la 30 - 50 mm, iar masculul are numai 5 - 6 mm lungime. Prosoma este de culoare argintie pe partea dorsală, iar cea ventrală - neagră. Opistosoma este neagră, cu câteva fâșii albe laterale, pete neregulate ventral și 2 fâșii galbene dorsal. Uneori, prosoma este în totalmente gri. Chelicerele și pedipalpii sunt negri, însă uneori pedipalpii au nuanțe de roșu sau galben. Picioarele la fel sunt negre, dar coxele și articulațiile sunt galbene. La femelele tinere, a doua și a patra perechi de picioare au perișori, care dispar la maturitate.

## Modul de viață
Este frecvent întâlnit în păduri cu vegetație rară și grădini. Pânza este verticală, asimetrică, cu ochiuri neregulate. Ea are un diametru de 2 metri cu o suprafață totală de 12 m². Firele sunt foarte elastice, capabile să susțină greutatea unei păsări mici. Locul de retragere este situat în partea superioară a pânzei. Coconul cu ouă este fixat de pânză și acoperit cu diferite resturi vegetale.

## Răspândire
Acestă specie este răspândită în Japonia, China, Taiwan, Singapore, Myanmar, Filipine, Sri Lanka, India, Papua Noua Guinee și Australia. 

## Subspecii
- Nephila pilipes annulipes Thorell, 1881 (Indonezia)
- Nephila pilipes flavornata Merian, 1911 (Sulawesi)
- Nephila pilipes hasselti (Doleschall, 1859) (Java)
- Nephila pilipes jalorensis (Simon, 1901) (India)
- Nephila pilipes lauterbachi (Dahl, 1912) (Noua Guinee)
- Nephila pilipes malagassa (Strand, 1907) (Madagascar)
- Nephila pilipes novaeguineae (Strand, 1906) (Noua Guinea)
- Nephila pilipes piscatorum Vis, 1911 (Queensland)
- Nephila pilipes walckenaeri (Doleschall, 1857) (Java)